# ドラゴンVS.7人の吸血鬼
『ドラゴンVS.7人の吸血鬼』（イギリス題：The Legend of the 7 Golden Vampires 香港題：七金屍）は、1974年、イギリスのハマー・フィルム・プロダクションと香港のショウ・ブラザーズ共同制作の映画。主演ピーター・カッシング、デビッド・チャン。監督ロイ・ウォード・ベイカー。
古典派ホラーとカンフーアクションを融合させた怪作で、後の『霊幻道士』等香港ホラーの始祖とされている。

## 概要
本作は『吸血鬼ドラキュラ』第1作とするハマー・フィルム・プロダクション製作のドラキュラシリーズの最終第9作に当たる。戦後のクラシックホラー映画の黄金期を築いたハマー・フィルムも、1970年代に入り業績が停滞、新機軸として香港のショウ・ブラザーズと提携し、『燃えよドラゴン』以降、世界的にブームを起こしていたカンフー・アクション映画とホラー映画の融合を試み、本作が企画された。
ハマーの看板スターとして数々の怪奇映画に主演してきたピーター・カッシングが主演。彼が当たり役として演じてきたヴァン・ヘルシングが中国に渡り、香港の主演スター、デビッド・チャン演じるカンフー青年とその兄弟達と共に、吸血鬼達とゾンビ軍団、その黒幕であるドラキュラと闘う内容。ホラーとカンフー、更に西部劇や『七人の侍』のエッセンスまで取り入れたホラーアクション活劇で、ホラーファンや専門家の間でも、傑作か駄作かの評価が極端に分かれる。
元々はヘルシングがカンフー兄弟と共に中国の吸血鬼と闘う内容で企画され、ドラキュラの登場予定はなかった。しかし香港サイドの要望で後からドラキュラを絡ませたため、ストーリーに大きな矛盾が生じてしまった。ヘルシングはドラキュラを研究し闘ったからこそ、吸血鬼の権威として高名な筈だが、そのドラキュラが100年前の19世紀初頭に中国に渡ってしまっていたのでは、ヘルシングがドラキュラと闘って名を上げる機会もなく、そもそも19世紀欧州にドラキュラの脅威など存在しなかった事になってしまうのである。
ハマーのドラキュラシリーズで過去7度ドラキュラを演じてきたクリストファー・リーは前作『新ドラキュラ/悪魔の儀式』（1973年）を最後にドラキュラ引退を宣言しており、本作ではドラキュラ役にジョン・フォーブス・ロバートソン（英語版）が起用された。

## ストーリー
1804年、トランシルヴァニアのドラキュラ伯爵の元を中国から来訪した怪僧のカーが訪れた。カーは衰退していた中国の吸血鬼達の復活の助力をドラキュラに求めた。ドラキュラはカーに憑依して中国の山村に渡り、伝説の吸血鬼達の復活に着手した。
100年後の1904年、吸血鬼研究の権威ヴァン・ヘルシング教授は重慶の大学を訪れ、中国の吸血鬼についての講義を行っていたが、多くの聴講生はその存在を信じなかった。そのヘルシングを若者シ・チンが訪ねる。チンの故郷の村は復活した吸血鬼達の脅威にさらされていた。ヘルシングはチンの望みに応え、カンフーの達人であるチンとその兄弟達と共に、息子のレイランド、旅のスポンサーを買ってでた富豪の未亡人ヴァネッサを伴い、吸血鬼退治に向かう。

## キャスト
| 役名                         | 俳優                             | 日本語吹替                                               |
| 役名                         | 俳優                             | テレビ朝日版                                             |
| ---------------------------- | -------------------------------- | -------------------------------------------------------- |
| ヴァン・ヘルシング教授       | ピーター・カッシング             | 家弓家正                                                 |
| シ・チン / シ・ティエネン    | デビッド・チャン                 | 富山敬                                                   |
| ドラキュラ伯爵               | ジョン・フォーブス・ロバートソン | 千葉耕市                                                 |
| ヴァネッサ・ビューレン       | ジュリー・エーゲ                 | 此島愛子                                                 |
| レイランド・ヴァンヘルシング | ロビン・スチュワート             | 納谷六朗                                                 |
| メイ・クウェイ               | シー・ズー                       | 小谷野美智子                                             |
| 不明 その他                  |                                  | 嶋俊介 宮川洋一 仲木隆司 広瀬正志 宮下勝 加藤修 戸部光代 |
|                              |                                  |                                                          |
| 演出                         | 演出                             | 高桑慎一郎                                               |
| 翻訳                         | 翻訳                             | 鈴木導                                                   |
| 効果                         | 効果                             | サウンドハーモニー                                       |
| 調整                         | 調整                             | 山田太平                                                 |
| 制作                         | 制作                             | 日米通信社                                               |
| 解説                         | 解説                             | 児玉清                                                   |
| 初回放送                     | 初回放送                         | 1977年3月5日 『土曜映画劇場』                            |

## 備考
アメリカでは配給会社が公開を回避した為、時を経て1979年にドライブイン・シアター等で短縮版が公開された。ハマーが起死回生をかけた作品であったが、このアメリカでの扱いのようにヒットにはならなかった。この後、ハマーは日本の東宝との合作映画『ネッシー』を企画するが実現には至らず、まもなく活動を停止する。日本ではワーナー・ブラザース配給で1974年11月16日イギリスとほぼ同時に劇場公開されたが、現在まで日本語版ソフトは発売されていない。